# تشيهارو ساواشيرو
تشيهارو ساواشيرو (沢城千春 ساواشيرو تشيهارو) هو ممثل ياباني ولد في 20 ديسمبر 1987 في طوكيو.

## أدواره في الأنمي

### مسلسلات أنمي تلفزيونية
- إندرايد - رالف
- فتيان التشجيع!! - تاكيرو أندو
- أول أوت!! - ناتسكي إيسي، تاتسواكي هونكاوا
- بعد المطر - شوتا كيان
- كاليغولا - ريتسو شيكيشيما، شينغو تاتشيبانا
- يوكيو هولدر! - أسورا تو
- شو باي روك!!# - آرغون
- بياض الثلج ذات الشعر الأحمر - شيرا إيغان
- نحب الأرز - نيشيكي ساسا

## أدواره في ألعاب الفيديو
- ذا كاليغولا إفكت - البطل
- أزور سترايكر غانفولت 2 - غاوري
- داينستي واريورز 9 - تشو تسانغ
- واريورز أول-ستارز - تشو تسانغ

## وصلات خارجية
- تشيهارو ساواشيرو على موقع ميوزك برينز (الإنجليزية)